# Trends in Molecular Medicine
Trends in Molecular Medicine, abgekürzt Trends Mol. Med., ist eine wissenschaftliche Fachzeitschrift, die vom Elsevier-Verlag veröffentlicht wird. Die Zeitschrift wurde 1995 unter dem Namen Molecular Medicine Today gegründet und 2001 in Trends in Molecular Medicine umbenannt, sie erscheint derzeit mit zwölf Ausgaben im Jahr. Es werden Übersichtsarbeiten veröffentlicht, die sich mit experimentellen und klinischen Fragestellungen aus der medizinischen Praxis beschäftigen.
Der Impact Factor lag im Jahr 2014 bei 9,453. Nach der Statistik des ISI Web of Knowledge wird das Journal mit diesem Impact Factor in der Kategorie experimentelle und forschende Medizin an achter Stelle von 123 Zeitschriften, in der Kategorie Biochemie und Molekularbiologie an 16. Stelle von 289 Zeitschriften und in der Kategorie Zellbiologie an 21. Stelle von 184 Zeitschriften geführt.